# Seilklettern

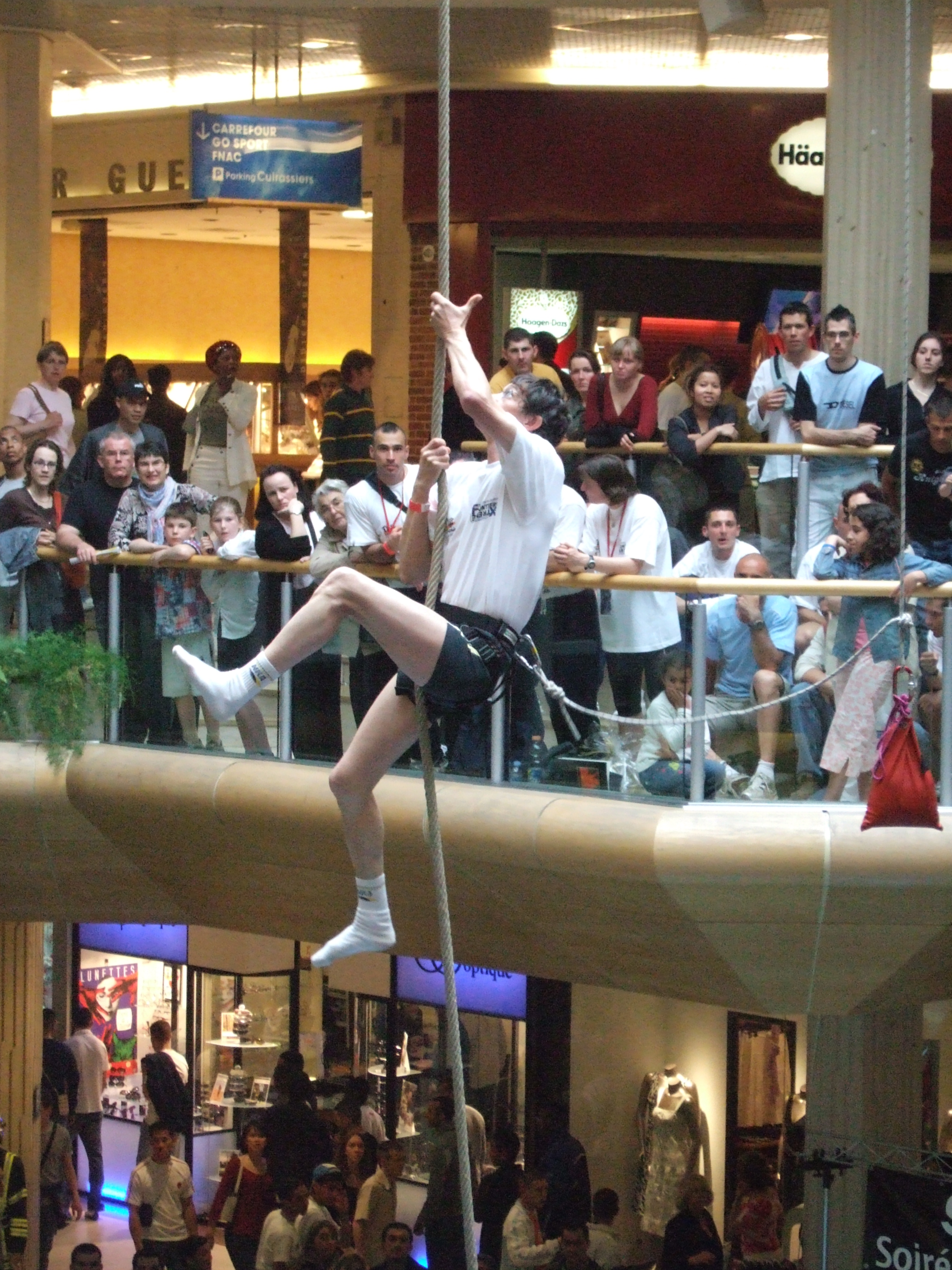
Seilkletterwettkämpfer im Part-Dieu-Einkaufscenter in Lyon (2006)

Unter Seilklettern oder auch Tauklettern, Tauhangeln versteht man das Klettern an einem Seil. Tauhangeln war zu Beginn des 20. Jahrhunderts ein olympischer Wettbewerb; im Jahre 1896 gewann Nikolaos Andriakopoulos den Wettbewerb. Der letzte Wettkampf im Tauhangeln fand bei den Olympischen Spielen 1932 in Los Angeles statt; es gewann Raymond Henry „Benny“ Bass. Heute hat das Seilklettern als Sport keine wesentliche Bedeutung mehr. Beim Seesportmehrkampf gehört das Tauklettern zu den Landdisziplinen, wird aber heutzutage nur noch selten bei Wettkämpfen ausgeschrieben. Auch einige Extremhindernisläufe haben Seilklettern als Hindernisstation auf der Strecke.
Außerhalb des Sports hat das Seilklettern als professionelle Klettertechnik, etwa im Bereich der Baumpflege oder des technischen Kletterns, den Weg in die Berufswelt gefunden. Das Klettern mit Seilhilfe erweist sich dabei in vielen Fällen als flexible, preiswerte und umweltschonende Alternative zum Einsatz von Gerüsten oder Hubarbeitsbühne. Zur Sicherung des Kletterers und zum Transport von Ausrüstung und Material wird hierbei üblicherweise die Doppelseiltechnik angewandt.

## Das Seil
Ehemals wurden Seile rein aus Hanf hergestellt, seit längerer Zeit weisen "Hanfseile" jedoch einen gewissen Anteil von Flachs auf. Für – vertikale – Klettertaue werden 4 Litzen zu einem Gesamtseil von 35 mm Durchmesser geschlagen.
Für kleine Kinderhände sind dünnere Seile besser zu umgreifen.
Typische Längen für Klettertaue in Turnsälen beginnen bei 4,90 m. Je nach Raumhöhe kann ihre Länge auch angepasst, also länger oder kürzer sein. Unten reichen Vertikaltaue bis auf einen Abstand von etwa 20 cm zum Boden. Die erste, typisch rote, Farbmarkierung liegt auf 170 cm Höhe über dem Fußboden. Weitere folgen in je 1 m Abstand. Bei Wettbewerben kann die mit einer Hand erreichte Höhe oder die Kletterzeit dorthin gewertet werden.
Vertikaltaue werden bis heute traditionell am unteren Ende in eine etwa 12 cm lange Lederkappe eingenäht. Alternativ wird kostengünstiger ein Stück Schrumpfschlauch aus PVC übergezogen und durch Erhitzen festgeschrumpft, wobei sich das überstehen Schlauchende auf einen Bruchteil des ursprünglichen Durchmessers zusammenzieht und dadurch eine abgerundete Kappe mit mittiger Restöffnung bildet.

### Ausführungsarten
1. Klettern am Vertikalseil
- Klettertau, einfach, 35 mm Durchmesser (ehemals mit Knoten für eine darauf stehende Startposition)

2. Klettern am Vertikalseil mit mehreren Knoten darin
- Knotentau, etwa jeder Meter mit (Überhand-Knoten im Seil)

3. Klettern mit Halten und Steigen auf horizontalen Quersprossen
- Strickleiter mit eingeseilten Holzsprossen

4. Klettern mit Halten und Steigen auf horizontalen Querseilen
- Kletternetz vertikal
- Kletternetz schräg, auch pyramidenförmig
- Kletternetz, horizontal mit nach unten hängenden Durchstiegsschläuchen (Durchmesser etwa 50 cm)

## In Turnhallen
Turnhallen von Schulen in Österreich werden jedenfalls seit hundert Jahren standardmäßig mit Klettertauen ausgestattet. 
Zumindest seit einigen Jahren tragen sie keinen Überhandknoten mehr nahe dem unteren Ende. Dieser Knoten konnte als Stand-Basis für den Start zum Klettern dienen und beschwerte das Seilende etwas. Wird der Knoten, ob mit oder ohne Absicht, geschleudert, bildet er beim Auftreffen ein gewisses Risiko für Körperverletzung.
Eine Klettertauanlage besteht aus einem Stahlgerüst, das unter der Saaldecke, oft an einem quer zur Saallänge verlaufenden Deckenträger montiert ist. Das Gerüst trägt eine feste Laufbahn für Doppelrollen, durch einen unten liegenden Längsschlitz hängt von jedem Rollenpaar eine Lasche, daran jeweils ein Klettertau. Ein wandnaher Festpunkt und die Reihe der Laschen sind mit Kettenstücken verbunden. Wird mit einer per Handkurbel oder elektromotorisch angetriebenen Seilschleife die äußerste Lasche saalwärts gezogen, bilden typisch 3–8 Kletterseile eine Reihe mit ausreichend Sicherheitsabstand aus.
Mit Stand 2024 sind Klettertaue für Turnsäle in Österreich mit ÖNORM S 4621 normiert.